# DR Kirken
DR Kirken er et tv-program, som siden 2006 har været sendt på DR om søndagen.
Programmet er en gudstjeneste specielt tilrettelagt for tv-mediet, og har gennem tiden været holdt i forskellige kirker.